# Sint-Martinuskerk (Makkum)
De Sint-Martinuskerk van Makkum was een kerkgebouw in de gemeente Súdwest-Fryslân in de Nederlandse provincie Friesland. Op 2 april 2017 heeft de rooms-katholieke geloofsgemeenschap de laatste viering gehouden. Het kerkgebouw is verkocht en de geloofsgemeenschap maakt nu tijdelijk gebruik van de nabijgelegen Doopsgezinde kerk.

## Beschrijving
De rooms-katholieke kerk uit 1938, genoemd naar de heilige Martinus, verving een kerk uit 1860. De driebeukige kerk werd gebouwd naar traditionalistisch ontwerp van J. Starmans. De pastorie (Kerkstraat 10) werd in dezelfde stijl gebouwd als de kerk. De kerk heeft een recht gesloten koor en een terzijde geplaatste ongelede zadeldaktoren. De in 1989 aangebrachte gebrandschilderde ramen zijn afkomstig uit de Sint-Martinuskerk in Utrecht en werden in 1901 vervaardigd door H. Geuer. Het orgel uit 1929 werd gebouwd door Pels.

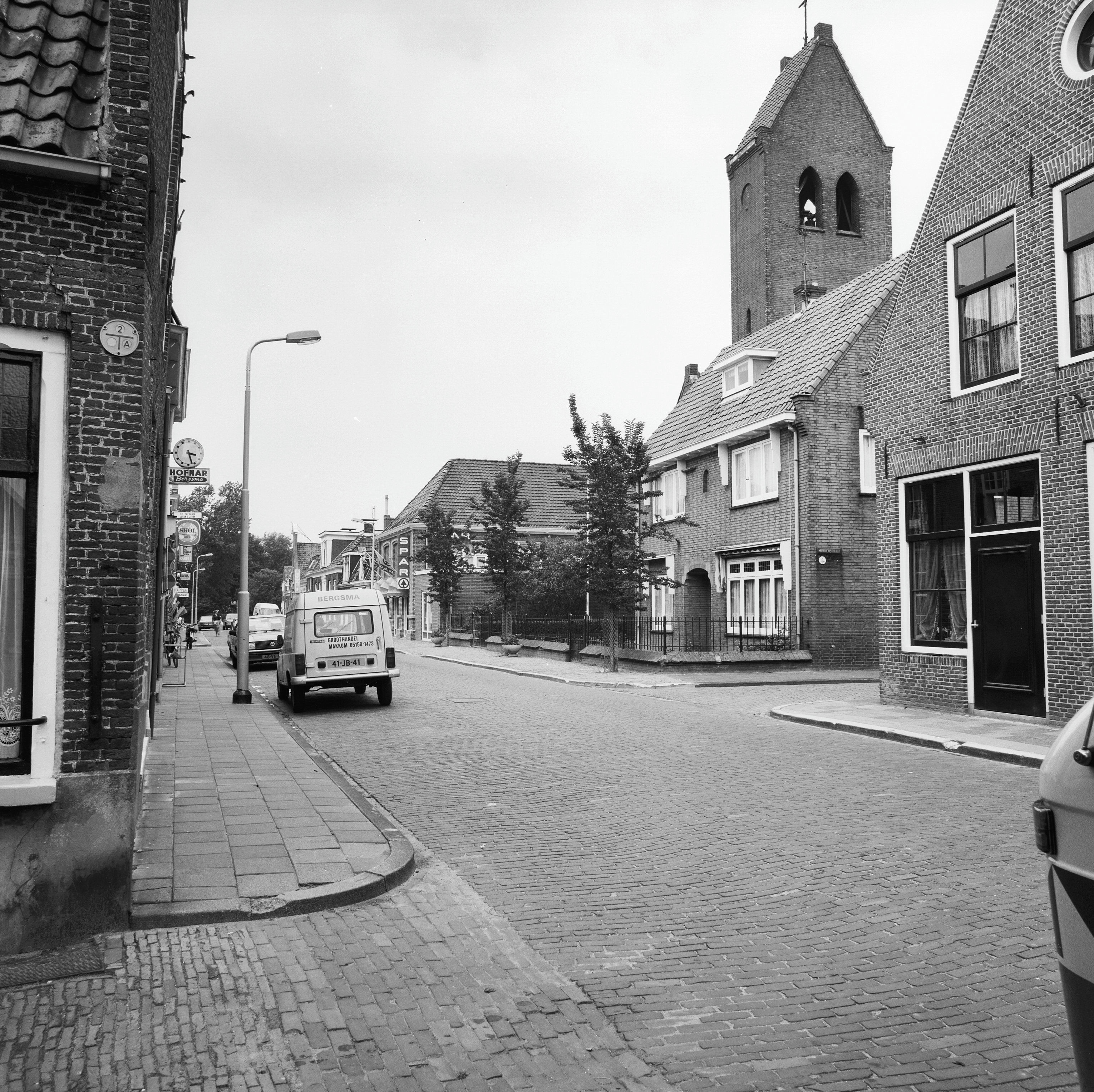
Kerkstraat met de kerktoren
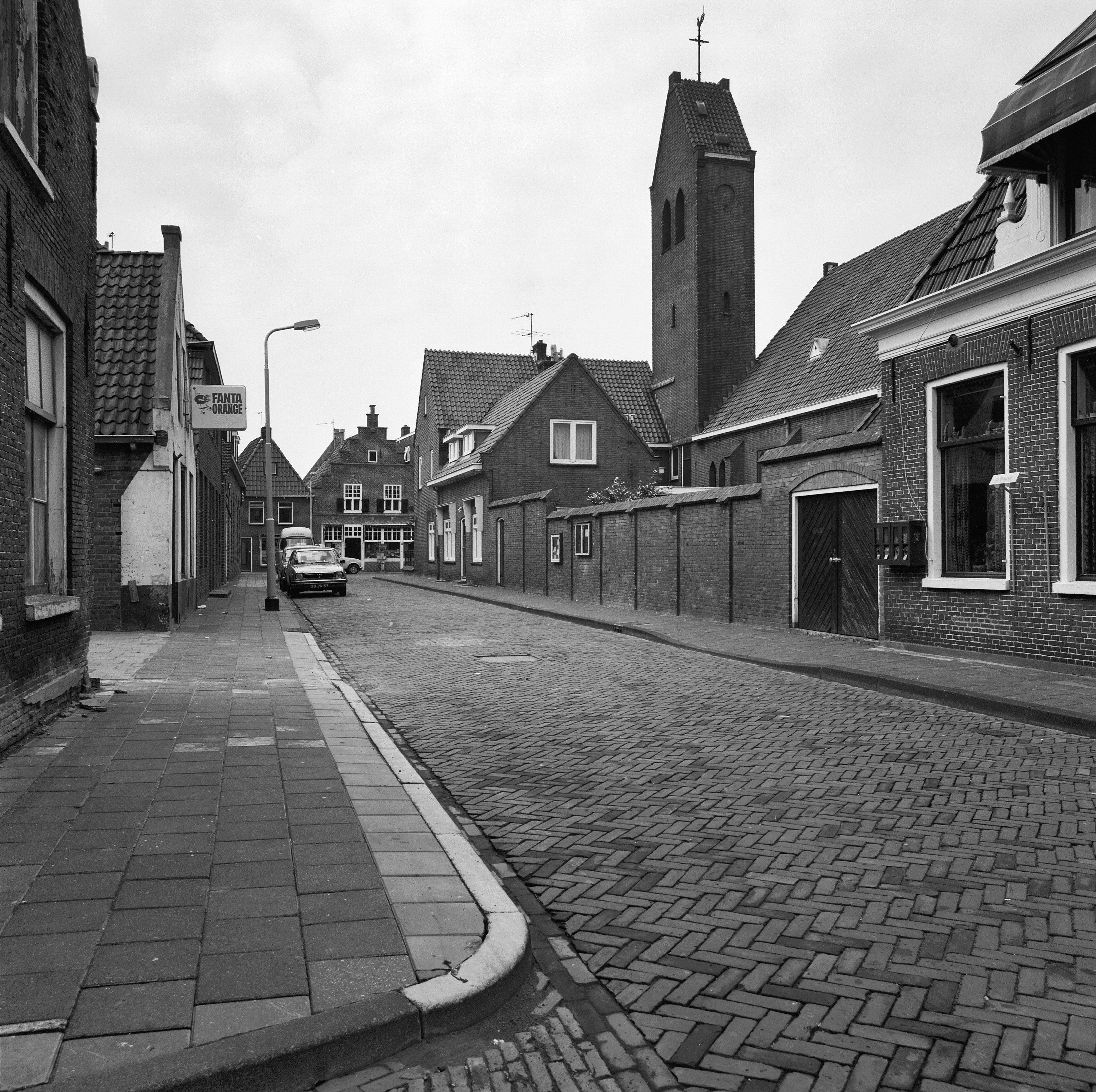
Middenstraat in 1979